# Hammaptera frondosata
Hammaptera frondosata là một loài bướm đêm trong họ Geometridae.